# Sebastián Ribas
Sebastián César Helios Ribas Barbato (Montevideo, Uruguay, 11 de marzo de 1988) es un futbolista uruguayo. Juega como delantero en Albion Football Club de la Primera División de Uruguay. Es hijo del entrenador Julio Ribas.

## Trayectoria

### Inferiores
Sebastián Ribas se formó como jugador en las categorías inferiores del Bella Vista, donde estuvo entre 1996 y 2004, cuando su padre, entrenador, se fue al Venezia. Allí jugó en categoría juvenil.

### Juventud de Las Piedras
Tras esa temporada en Italia, siguió a su padre, que pasó al Juventud de Las Piedras. En ese club llegó al primer equipo, con el que jugó 17 partidos y marcó 6 goles en la Segunda División Profesional de Uruguay durante la temporada 2005-2006, que el club finalizó como subcampeón. Además, en categoría juvenil, se proclamó campeón tanto de la Segunda División Profesional de Uruguay sub 20 como del Torneo de Viareggio, marcando el gol decisivo de la final y siendo elegido como mejor jugador del torneo y máximo goleador, con 5 tantos. Anteriormente a eso, disputa varios partidos preparatorios para la Copa Mundial de Fútbol Sub-17 de 2005 con la Selección de Uruguay sub-17, convitiendo varios goles.

### Inter de Milan
Tras esta actuación, el Inter de Milán se fijó en él como una apuesta de futuro y se hace con sus servicios por una cantidad de dinero no revelada. Tras una primera temporada en el equipo filial, dónde gana el Torneo Primavera quedando como máximo goleador y en la que llega a debutar en Copa frente al Empoli Football Club.

### Spezia Calcio
En 2007 es cedido por una temporada al Spezia Calcio 1906 de la Prima Divisione italiana, donde tiene un papel muy discreto jugando solo 4 partidos sin anotar ningún gol, por lo que vuelve al Inter en el mercado de invierno, donde volvería a alzarse con el Torneo de Viareggio, convirtiéndose en el primer y único jugador en conseguir ganarlo con dos equipos diferentes.

### Dijon FCO
Tras seguir con un futuro incierto en el Inter de Milán, finalmente es el Dijon FCO el que apuesta por él para tratar de conseguir el retorno a la Ligue 1 francesa. El club francés abonó un millón de euros al Inter de Milán por su fichaje, y firmó un contrato de 3 temporadas con el jugador. Su adaptación al club fue total, y desde su primera temporada comenzó a rendir a un gran nivel, finalizando ésta con 12 goles en 35 partidos. La siguiente temporada, continuó con su progresión llegando ya a los 18 goles en 39 partidos y donde sería elegido mejor jugador de la Ligue 2. Pero fue la temporada 2010/2011 donde Ribas demostró realmente su potencial como delantero, marcando 25 goles en 40 partidos y consiguiendo así el ascenso de su equipo a la Ligue 1. Ribas además, se proclamó máximo goleador de la Ligue 2 y mejor jugador por segunda vez. Vistió la camiseta del club francés un total de 110 veces y transformó 53 goles. Además incluso fue capitán en su tercera y última temporada en el equipo. Pese a que el club anunció estar en negociaciones para prorrogar su contrato por tres años más y mejorar su sueldo, acabó declinando la oferta de renovación.

### Genoa
En el verano del 2011, tras finalizar su contrato con el club francés, el Genoa se fijó en el y lo fichó por 4 temporadas, con un sueldo de 1,5 millones de euros al año.

### Sporting CP
No llega a debutar en Serie A y en enero del 2012 es cedido al Sporting CP de la Liga Zon Sagres, en principio por un año y medio, aunque solo cumpliría medio, donde jugaría 7 partidos, sin anotar ningún gol. Aunque resulta decisivo en la semifinal de Copa de Portugal, en la que salió como suplente teniendo su equipo un jugador menos, ya que provocó un penalti en la recta final del partido que daría el gol que serviría para clasificarse para la final.

### Monaco
En 2012 es cedido con opción de compra al AS Monaco FC de la Segunda División de Francia donde en el 2010/2011 se había proclamado máximo goleador de la Ligue 2. Sin embargo, en su nueva experiencia en la liga francesa vive un auténtico infierno, no llega a disputar ni un solo encuentro, en parte por una lesión. Claudio Ranieri le llega a enviar incluso al Monaco II para jugar 5 partidos. No solo él fue marginado, también lo fueron otros tres fichajes.

### Barcelona de Guayaquil
En 2013 se marcha de nuevo cedido con opción de compra al Barcelona de Guayaquil de la Serie A de Ecuador, tras la salida de su goleador Ariel Nahuelpan. No rindió como se esperaba y fue uno de los peores fichajes del equipo canario, donde disputó solo 7 encuentros, 2 de ellos en Copa Sudamericana, sin ver puerta. Llegó a jugar con el equipo de reservas en el Campeonato de Reservas de Ecuador, donde consiguió hacer un gol. El propio jugador pidió rescindir su contrato en el mercado de invierno.

### Racing Estrasburgo
Tras esta infructuosa cesión, se marcha cedido al Racing Estrasburgo, de la tercera división francesa, el Championnat National, donde disputará 13 partidos y convertirá 4 goles, poniendo fin a una racha de 2 años y medio sin marcar gol en partidos oficiales tras un gol de penalti al Ajaccio.

### Fútbol Club Cartagena
El 1 de septiembre de 2014 se hace oficial su cesión al Fútbol Club Cartagena para la temporada 2014/2015, tras ampliar por un año más su compromiso con el Genoa. En el club español, estará a las órdenes de su padre, Julio Ribas, tras haberlo estado ya en el Juventud de Las Piedras en 2006.

### Fenix
En agosto de 2015 llega al Fenix, donde jugaría solo 5 partidos.

### River Plate (Uruguay)
Tras su paso por el Fenix, llegaría al Club Atlético River Plate (Uruguay), donde disputaría 16 partidos y solo marcaría un gol.

### Venados
El 3 de julio de 2016 se hace oficial su llegada al club mexicano, fue el goleador en el equipo de la Bomba Navarro con 22 partidos jugados y 9 goles convertidos.

### Karpaty
En 2017 su pase es comprado por el club ucraniano, donde jugaría solo 4 partidos y apenas convertiría un gol.

### Patronato
Tras su paso por el club FK Karpaty Lviv en agosto de 2017 se convierte en nuevo refuerzo del "Patron" donde tendría una muy buena actuación convirtiendo 13 goles en la Superliga 2018 y siendo el segundo goleador del torneo.

### Lanús
El 6 de junio se convierte en nuevo refuerzo de Lanús a cambio de 550.000 USD, El "Granate" se lo compra al Karpaty de Ucrania, dueño de su pase. firmando contrato por tres años.

### Rosario Central
En junio de 2019, es cedido a préstamo a Rosario Central, donde juega 17 partidos y convierte 3 goles.

### Montevideo City Torque
En julio de 2022, fichó por Montevideo City Torque, hasta diciembre de 2023.

## Selección nacional
Sebastián Ribas ha sido internacional con la selección de Uruguay sub-17, un total de 4 partidos, en los que convirtió 2 goles.

## Clubes
| Club                    | País      | Año           |
| ----------------------- | --------- | ------------- |
| C.A. Peñarol            | Uruguay   | 2005-2006     |
| Inter de Milán          | Italia    | 2006-2007     |
| Elche                   | España    | 2007-2008     |
| Benevento               | Italia    | 2008-2009     |
| Genoa                   | Italia    | 2009-2011     |
| Sporting de Lisboa      | Portugal  | 2011-2012     |
| Mónaco                  | Francia   | 2012-2013     |
| Barcelona Guayaquil     | Ecuador   | 2013          |
| Águilas Doradas         | Colombia  | 2014          |
| Estrasburgo             | Francia   | 2014-2015     |
| Sud América             | Uruguay   | 2015          |
| Trujillanos             | Venezuela | 2016          |
| Independiente del Valle | Ecuador   | 2016          |
| Atenas de San Carlos    | Uruguay   | 2017          |
| Nacional                | Paraguay  | 2017          |
| Patronato               | Argentina | 2018          |
| Lanús                   | Argentina | 2019-2020     |
| Rosario Central         | Argentina | 2020-2021     |
| Central Córdoba         | Argentina | 2022          |
| Club Deportivo Capiata  | Paraguay  | 2023-presente |

## Palmarés

### Títulos nacionales
| Título                                         | Club                                  | País    | Año     |
| ---------------------------------------------- | ------------------------------------- | ------- | ------- |
| Campeonato Uruguayo de Segunda División sub-20 | Club Atlético Juventud de Las Piedras | Uruguay | 2006    |
| Torneo de Viareggio                            | Inter de Milán Primavera              | Italia  | 2006    |
| Torneo Primavera                               | Inter de Milán Primavera              | Italia  | 2006-07 |
| Torneo de Viareggio                            | Inter de Milán Primavera              | Italia  | 2008    |
| Ligue 2                                        | AS Monaco                             | Francia | 2012-13 |

### Distinciones individuales
| Distinción                                | Año               |
| ----------------------------------------- | ----------------- |
| Máximo goleador Torneo de Viareggio       | 2006              |
| Máximo goleador Torneo Primavera (Calcio) | 2007              |
| Mejor jugador Ligue 2                     | 2009-10 y 2010-11 |
| Máximo goleador Ligue 2                   | 2010-11           |